# Hermanniella congoensis
Hermanniella congoensis är en kvalsterart som beskrevs av Balogh 1958. Hermanniella congoensis ingår i släktet Hermanniella och familjen Hermanniellidae. Inga underarter finns listade i Catalogue of Life.